# Licuala polyschista
Licuala polyschista är en enhjärtbladig växtart som beskrevs av Karl Moritz Schumann och Carl Karl Adolf Georg Lauterbach. Licuala polyschista ingår i släktet Licuala och familjen Arecaceae. Inga underarter finns listade i Catalogue of Life.